# Micraspis striata
Micraspis striata är en skalbaggsart som först beskrevs av Fabricius 1792.  Micraspis striata ingår i släktet Micraspis och familjen nyckelpigor. Inga underarter finns listade i Catalogue of Life.